# Копкутір
Копкуті́р (каз. Көпкүтір) — село у складі Казталовського району Західноказахстанської області Казахстану. Входить до складу Болашацького сільського округу.
У радянські часи село називалось Кооп-Хутір.
Населення — 165 осіб (2021; 300 у 2009, 322 у 1999, 250 у 1989).